# 현릉 (용신왕후)
현릉(玄陵)은 고려 제10대 정종의 제1비인 용신왕후 한씨의 능이다. 현재 위치는 알 수 없다.